# Vilađo globale
Vilađo globale (ital. Villaggio Globale — globalno selo) popularni je društveni centar u južnom Rimu, u Italiji, nastao skvotiranjem bivše klanice.  
Poznat je kao jedno od vitalnijih alternativnih kulturnih mesta u Rimu i u njemu se odvija veoma bogat i raznorodan noćni život, pogotovo tokom leta. Mnoge poznate grupe su nastupale tamo, a ostala je poznata svirka Bisti Bojsa pred 5.000 ljudi. 
Sam prostor, svojom neobičnošću, ostavlja utisak na mnoge umetnike, a evo šta o tome kaže Laurie Smolenski, pesnik iz Detroita:
| „ | Zauzeli smo napuštenu klanicu, gde duhovi preklanih životinja i dalje lutaju hodnicima po kojima smo iscrtali kaleidoskopske murale u hiljadu boja. Postavili smo binu i ozvučenje da pravimo muziku tamo gde su se nekada mrvile kosti. Nazvali smo to mesto Vilađo globale i bili smo domaćini mnogih dobrih žurki gde su raste sa dredovima plesali po celu noć utopljeni u dim, senke i ogromno more ljudi, koje je sada plovilo zajedno uz glasni dab i rege, tamo gde je krv životinja nekada tekla. | ” |

Ovaj društveni centar, pored organizovanja kulturnih dešavanja, vodi i niz kampanja za socijalnu pravdu, slobodu medija, pomoć emigrantima i slično. 

## Spoljašnje veze
- Sajt socijalnog centra Vilađo globale